# Sindicato de Empleados de CaixaBank
El Sindicato de Empleados de CaixaBank (SECB) es una organización sindical española. Fundada en 1976, su ámbito de actuación es exclusivamente el banco CaixaBank, aunque tiene presencia en la Mesa Negociadora del Convenio Colectivo de Ahorro a través de la federación sindical Federación Fuerza, Independencia y Empleo (FINE).

## Historia
El sindicato se fundó en 1976 en la entonces denominada Caja de Pensiones para la Vejez y de Ahorros de Cataluña y Baleares, conocida como Caixa de Pensions o Caja de Pensiones. De ahí que su acrónimo original, SECPVE (Sindicato de Empleados de la Caja de Pensiones para la Vejez y de Ahorros), no se convirtiese en SECPB hasta la fusión de 1990 con la Caja de Ahorros y Monte de Piedad de Barcelona, conocida como Caixa de Barcelona o Caja de Barcelona. En 2017 pasa a denominarse "SECB" (Sindicato de Empleados de CaixaBank), tras la conversión de la Caja en un banco, CaixaBank.

### Datos de inscripción
Sindicato constituido el 13 de febrero de 1990 y perteneciente a la Federación Fuerza, Independencia y Empleo (FINE). Inscrito en el Depósito de Estatutos de Organizaciones Sindicales y Empresariales con el número de depósito 99003502.

## Orientación y organización
El SECB se define como "un sindicato independiente, sin adscripción política alguna, ni alineamiento ideológico o asociativo que pueda condicionalo".
La Comisión Ejecutiva es la dirección del sindicato. 
La organización territorial se estructura de la siguiente manera:
- Secretaría General Territorial de Barcelona-Baleares
- Secretaría General Territorial de Madrid-Guadalajara
- Secretaría General Territorial de Gerona-Lérida-Tarragona
- Secretaría General Territorial de C.A. Valencia y Murcia
- Secretaría General Territorial del Norte-Ebro (Aragón, La Rioja, Navarra, País Vasco)
- Secretaría General Territorial del Norte (Castilla y León, Galicia, Asturias, Cantabria)
- Secretaría General Territorial de Castilla-La Mancha y Extremadura
- Secretaría General Territorial de Andalucía
- Secretaría General Territorial de Canarias